# Фристайл на чемпионате мира по фристайлу и сноуборду 2019 — командная акробатика
Соревнования во фристайле в дисциплине лыжная акробатика - командный турнир на чемпионате мира по фристайлу и сноуборду 2019 года прошли 7 февраля в сноу-парке горнолыжного курорта. 
Соревновалось 16 спортсменов из 8 стран мира.

## Медалисты
| Золото                                              | Серебро                                       | Бронза                                                      |
| Швейцария · Кароль Бувар · Николас Гигакс · Ноэ Рот | Китай · Сюй Мэнтао · Сунь Цзясюй · Ван Синьди | Россия · Любовь Никитина · Станислав Никитин · Максим Буров |

## Результаты

### Финал
| Место | Номер      | Страна                                                                     | Раунд 1                   | Раунд 2                    |
| ----- | ---------- | -------------------------------------------------------------------------- | ------------------------- | -------------------------- |
| 1     | 8 81 82 83 | Швейцария · Кароль Бувар · Николас Гигакс · Ноэ Рот                        | 279.45 72.13 96.46 110.86 | 303.08 73.71 121.68 107.69 |
| 2     | 1 11 12 13 | Китай · Сюй Мэнтао · Сунь Цзясюй · Ван Синьди                              | 269.78 78.25 106.92 84.61 | 297.82 77.19 108.41 112.22 |
| 3     | 6 61 62 63 | Россия · Любовь Никитина · Станислав Никитин · Максим Буров                | 286.24 77.80 109.35 99.09 | 296.74 85.68 93.36 117.70  |
| 4     | 3 31 32 33 | Беларусь · Александра Романовская · Антон Кушнир · Максим Густик           | 273.94 82.36 102.66 88.92 | 272.15 81.36 114.03 76.76  |
| 5     | 7 71 72 73 | Канада · Катрин Лавалле · Миха Фонтейн · Феликс Кормье-Буше                | 244.56 77.49 83.16 83.91  |                            |
| 6     | 4 41 42 43 | США · Эшли Колдуэлл · Кристофер Лиллис · Джонатон Лиллис                   | 227.18 74.97 62.83 89.38  |                            |
| 7     | 2 21 22 23 | Австралия · Бриттани Джордж · Лора Пил · Дэвид Моррис                      | 218.29 70.56 77.49 70.24  |                            |
| 8     | 5 51 52 53 | Казахстан · Акмаржан Калмурзаева · Жанбота Алдабергенова · Баглан Инкарбек | 178.00 39.15 85.30 53.55  |                            |